# Arboga garnison
Arboga garnison är en garnison inom svenska Försvarsmakten som verkat i olika former sedan 1945. Garnisonen är belägen i Arboga, Västmanlands län.

## Arboga flygplats
I början av 1940-talet var Flygvapnet i behov av ytterligare en flygverkstad, utöver de i Malmslätt och Västerås. Efter förslag om placering i Köping, Eskilstuna eller Örebro, beslutade riksdagen den 20 juni 1942 att förlägga den nya flygverkstaden till Arboga. Vilken fick namnet Centrala flygverkstaden i Arboga (CVA). Samma år, 1942, påbörjades planerings- och konstruktionsarbetet med flygfältet, vilket även omfattade ett verkstadsområde och 30-tal lägenheter. År 1944 besåddes flygfältet med gräs och den 16 november landade det första flygplanet på flygfältet. År 1946 stod hela flygverkstaden färdig och totalt omfattade flygfältet och verkstadsområdet en areal om 526 hektar. Till flygfältet anlades två bergstunnlar, en provtunnel "P-tunneln" och Tunnel 1. Tanken med tunnlarna var att flygplan landade på flygfältet och bogseras ner i berget för reparation i sidotunnlar. Den första tunneln, P-tunneln, började sprängas fram i april 1943 och i oktober 1944 var samtliga tunnlar utsprängda. Den 17 augusti 1945 invigdes flygverkstaden och Flygförvaltningens Flygverkstad Stockholm avvecklades till förmån till verkstaden i Arboga. CVA blev 1968 en del av Försvarets Fabriksverk (FFV), som under 1990-talet blev Volvo Aero Support. År 1997 avvecklade dock Volvo Aero Support sin verksamhet vid flygverkstaden.

## Styrmansgatan
Åren 2006–2007 konkurrerade Arboga med Nyköping och Örebro om att få ett nytt lager till staden. Bakgrunden var att Försvarsmaktens logistik (FMLOG) sökte efter en ort att förlägga ett nytt centrallager i Mälardalen. Örebro kommuns förslag till Försvarsmakten var att förlägga centrallagret i anslutning till Örebro flygplats. Dock så valde Försvarsmakten Arboga som ort och den 1 september 2009 invigdes Försvarsmaktens centrallager (FMCL) i Arboga.

## Skandiagatan

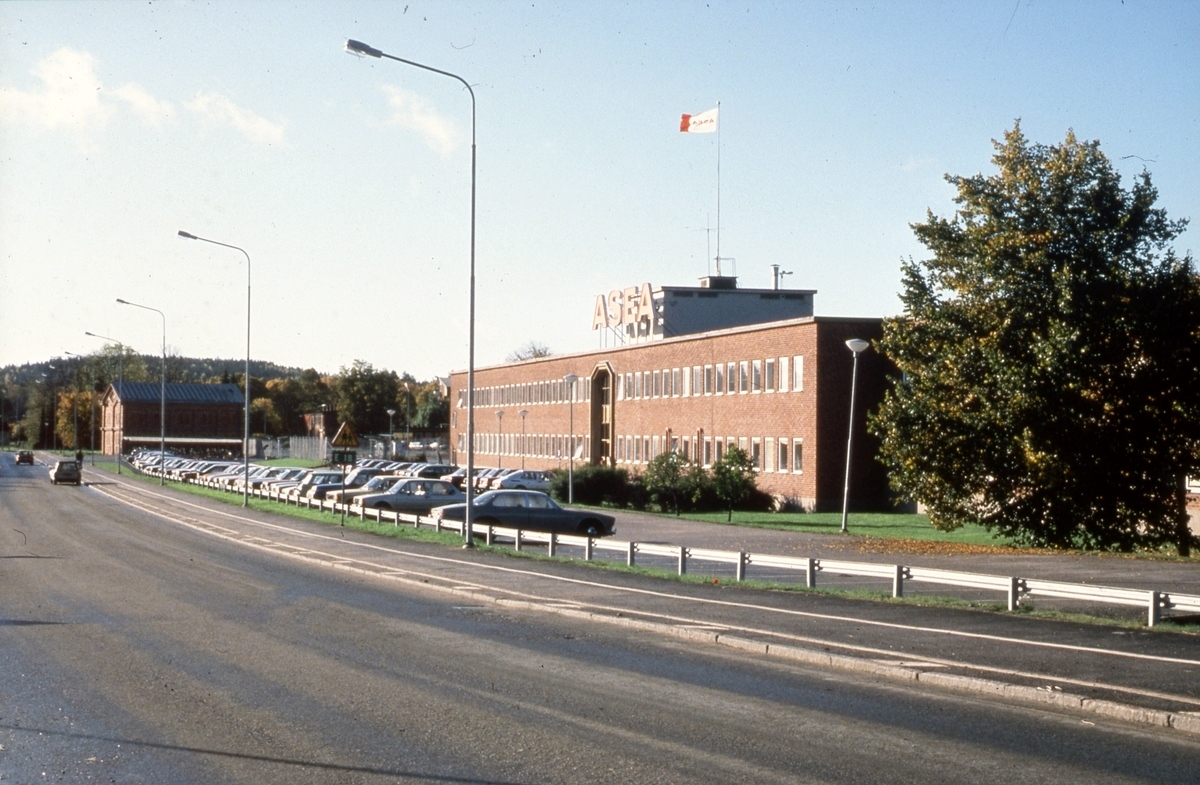
Skandiagatan i Arboga

Under 1980-talet uppfördes en verkstadsbyggnad för Asea, senare ABB, på Skandiagatan. Marken hade dock hyst Arboga bryggeri fram till 1980, då verksamheten vid bryggeriet lades ned och revs för att lämna plats åt verkstadsbyggnaden. Under slutet av 1990-talet kom dock ABB att avveckla sin verksamhet i Arboga. Verkstadsbyggnaden övertogs av Försvarsmakten och blev stab för Teknikdivisionen vid Försvarsmaktens logistik. Den 1 januari 2002 inrättades Teknikdivisionen och den 22 maj 2003 invigdes verksamheten i dess nya stabshus i Arboga. Från 2016 överfördes Teknikdivisionen till det nybildade Försvarsmaktens telekommunikations- och informationssystemförband.

## Vakttornet
Vakttornet eller bara Tornet är en fastighet på Vinbäcksleden 15 som uppfördes under början av 1980-talet som huvudanläggning till Jehovas vittnen i Sverige. Fastigheten är 12 hektar stor och själva byggnadernas är på drygt 23 000 kvadratmeter och innehåller 76 lägenheter, hörsal, föreläsningssalar, grupprum, friskvårdsutrymmen, verkstadsutrymmen med mera. År 2012 beslutades att från den 1 september 2012 samordna verksamheterna i Norden till dess anläggning i Holbaek i Danmark. Anläggningen i Arboga kom därmed att ställas ut till försäljning. I maj 2014 beslutade kommunstyrelsens i Arboga att köpa fastigheten, genom det delägda Sturestadens fastighets, för 80 miljoner kronor. Den 13 mars tecknade Fortifikationsverket ett köpeavtal med Arboga kommun gällande fastigheten, vilket godkändes den 19 mars 2020 kommunfullmäktige i Arboga. Då värdet på affären översteg 40 miljoner var affären tvungen att prövas av regeringen, värdet på affären uppgick till 85 miljoner kronor. Den 23 juni 2021 gav regeringen klartecken till affären. Fortifikationsverket tillträder fastigheten den 23 augusti 2021 och kommer att anpassa den för Försvarsmaktens tillväxt i Arboga.